# Jack Jersey
Jack de Nijs (Cimahi, 18 juillet 1941 – Rosendael, 26 mai 1997) était un musicien néerlandais. Il était surtout producteur de musique (réalisateur artistique), compositeur, parolier, arrangeur de musique et interprète dans les genres soft rock, musique légère, country, novelty et chansons. Il faisait de la musique en néerlandais, en allemand, en malaisien, en italien, mais surtout en anglais. Il faisait aussi de la musique instrumentale pour les saxophonistes André Moss et plus tard pour Maurice de la Croix. Il travaillait pour des artistes des Pays-Bas mais également de l'extérieur. Comme chanteur il était connu sous le pseudonyme de Jack Jersey.
Au cours de sa vie Jack de Nijs et les artistes qu'il représentait ont vendu plus de vingt millions de disques.

## Vie

### Jeunes années
Jack de Nijs est né à Cimahi dans les Indes orientales néerlandaises (maintenant l'Indonésie). Enfant, quand il a sept ans, il joue avec son banjo-ukulélé dans l'orchestre du village, on note qu'il est déjà musicalement très doué.

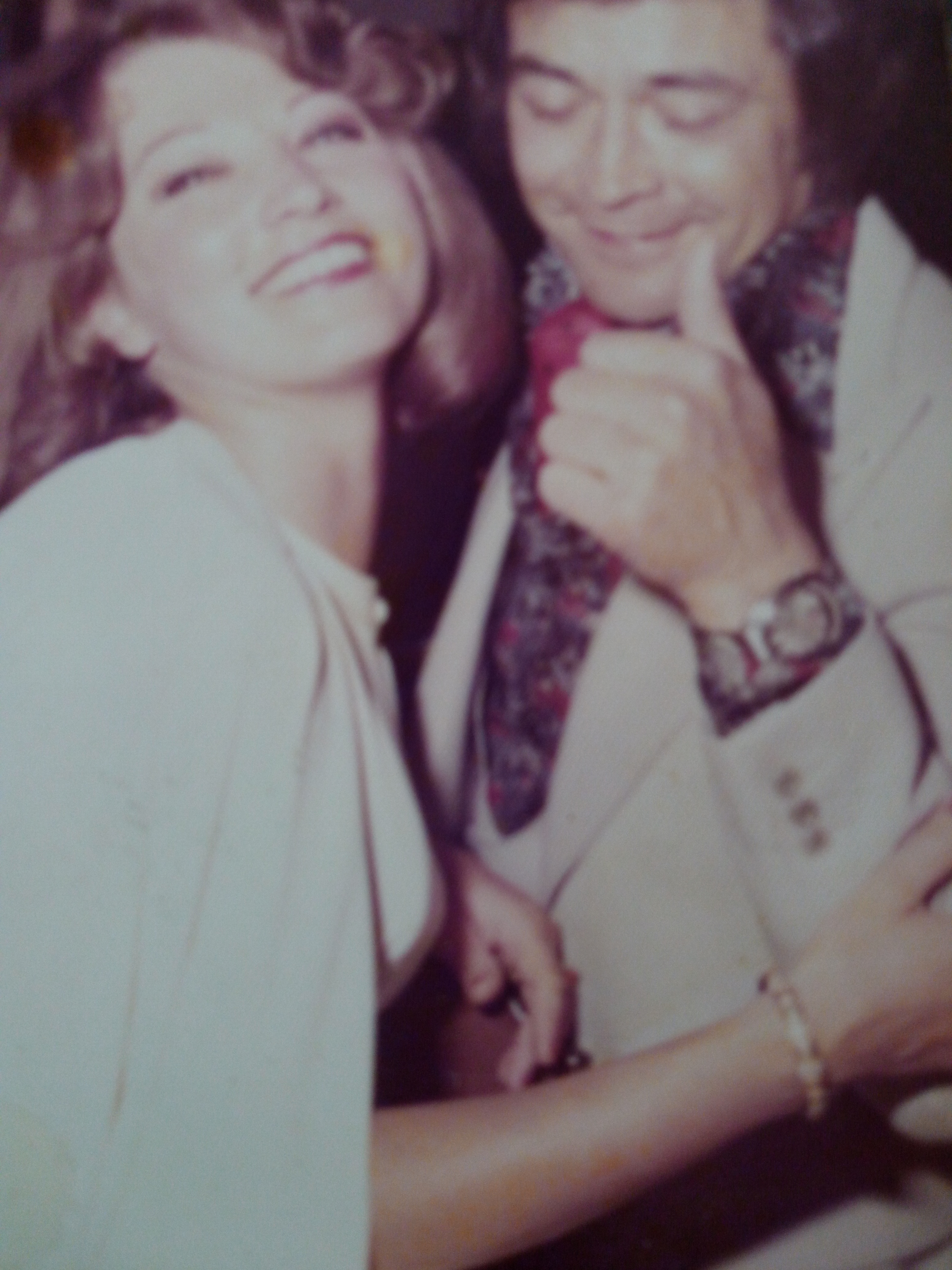
Elly et Jack de Nijs

En 1951 la famille se rapatrie aux Pays-Bas. Dès 1952 ils vivent à Rosendael. Encore enfant, il prend des leçons de piano pendant trois ans. Il tient le reste de son aisance musicale de son propre enseignement. Adolescent il joue dans l'ensemble dixieland The Dixy Stampers. Avec ce groupe il enregistre ses premiers disques. Par la suite il étudie à l'école supérieure de la gestion hôtelière à Maastricht. C'est dans cette école qu'il rencontre sa future épouse Elly.
Après l’obtention de son diplôme, il occupe plusieurs postes en tant que salarié, il accomplit son service militaire, et a même sa propre entreprise. Parallèlement, il fait partie de divers groupes musicaux, entre autres des groupes de jazz néerlandais en Allemagne. En 1966, Jack et Elly se marient, en 1967, ils ont un fils. Durant quelques années, Jack est chef dans l’usine Philips. Cependant, rien ne peut étouffer sa passion pour la musique et il travaille finalement dans une société de disques.

### Auteur-compositeur et producteur
En 1968, De Nijs décide de se consacrer entièrement à la musique et entre dans le monde musical professionnellement. Il commence avec l'entreprise JR, d'abord avec Ruud Wenzel, puis avec Henk Voorheijen. On l'intitule J.R. Productions ce qui signifie Jeetzi Rah, en hébreu : « monde de création ». Henk s'occupe du côté gestion commerciale et Jack de tout ce qui concerne la partie créative et musicale. De Nijs écrit diverses chansons. Sa première chanson, Antoinette, en 1969, devient son premier tube, exactement le jour de naissance de sa fille. L'interprète musical aux Pays-Bas est Leo den Hop. La traduction d'Antoinette par Ray Miller devient un grand tube en Allemagne.
Sur dix singles composés par De Nijs dans la première année, huit deviennent des tubes aux Pays-Bas. Trois reprises en allemand par Ray Miller intègrent les hit-parades allemands. La traduction en allemand de la chanson Gina Lollobrigida sera vendue à 900.000 exemplaires.
En 1973, il change de label Polydor pour EMI/Bovema. Commence alors une période plus confortable financièrement et de réussite professionnelle. Bien que ce soit un défi, il écrit ses textes aussi en anglais. À l'époque la langue anglaise était prédominante dans la musique rock.
Dans le même temps, d’autres artistes interprètent ses chansons tels qu'André Moss (Saxophoniste) et Nick MacKenzie. .Les meilleurs interprètes de ses chansons en hollandais étaient, Leo den Hop, Sjakie Schram, Cock van der Palm, Zangeres zonder Naam, Arne Jansen, Tony Bass, Luk Bral, Jan Boezeroen et Frank en Mirella. En anglais on peut noter Crown's Clan, Road, Clover Leaf, Donna Lynton, Tielman Brothers, Tony Martin et Nick MacKenzie. Jack de Nijs en était aussi le producteur de musique.

### Carrière en tant que Jack Jersey
Avec son nom Jack de Nijs, il a eu quelques tubes modestes en hollandais, et avec le pseudonyme Ruby Nash un tube en anglais qui s'appelle Blame it on the summersun (1971). Il participait également au groupe Brabants Bont (Fourrure Brabanconne).

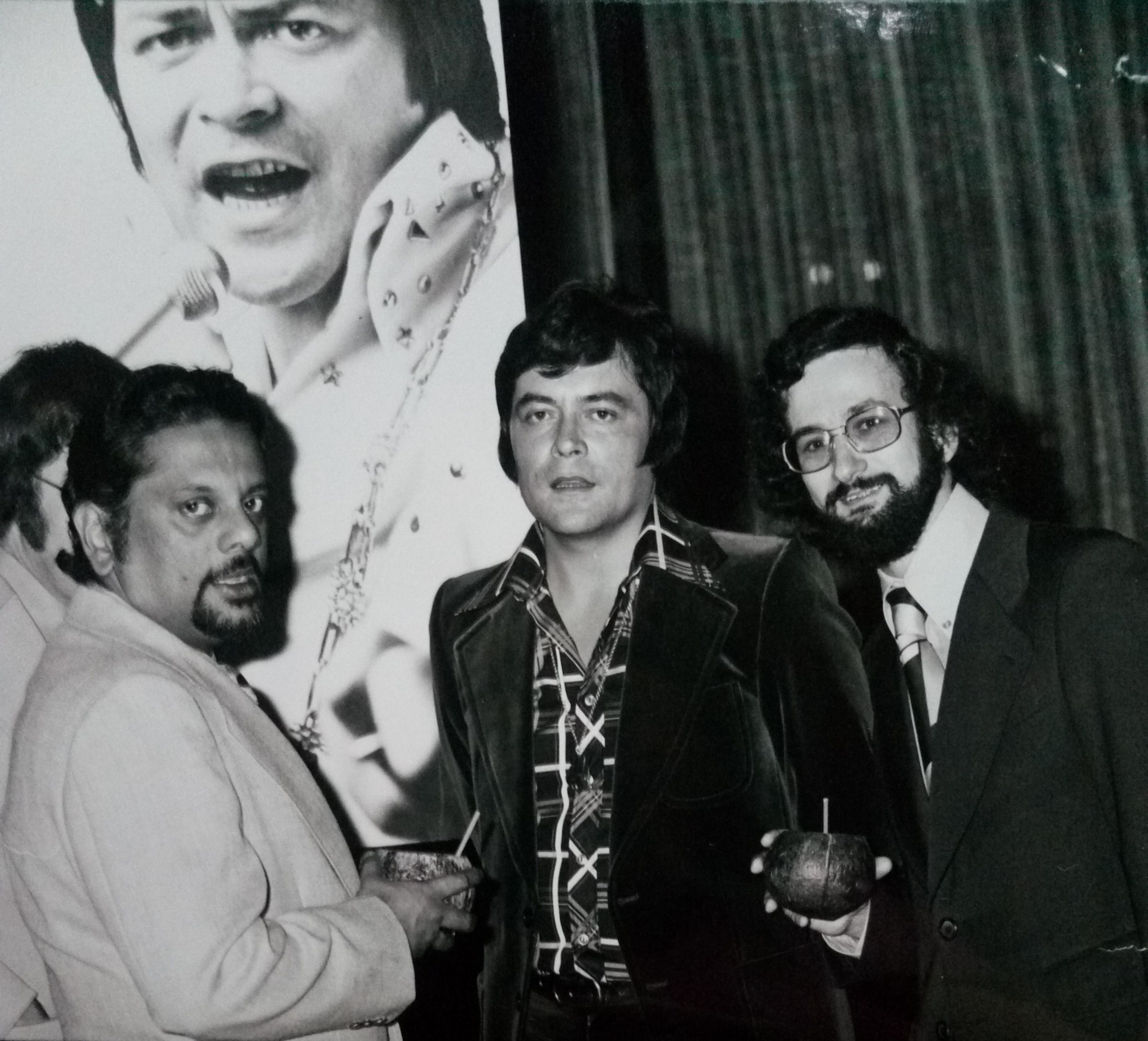
Roel Kruize, Bhaskar Menon, Jack Jersey et Theo Roos, 1974

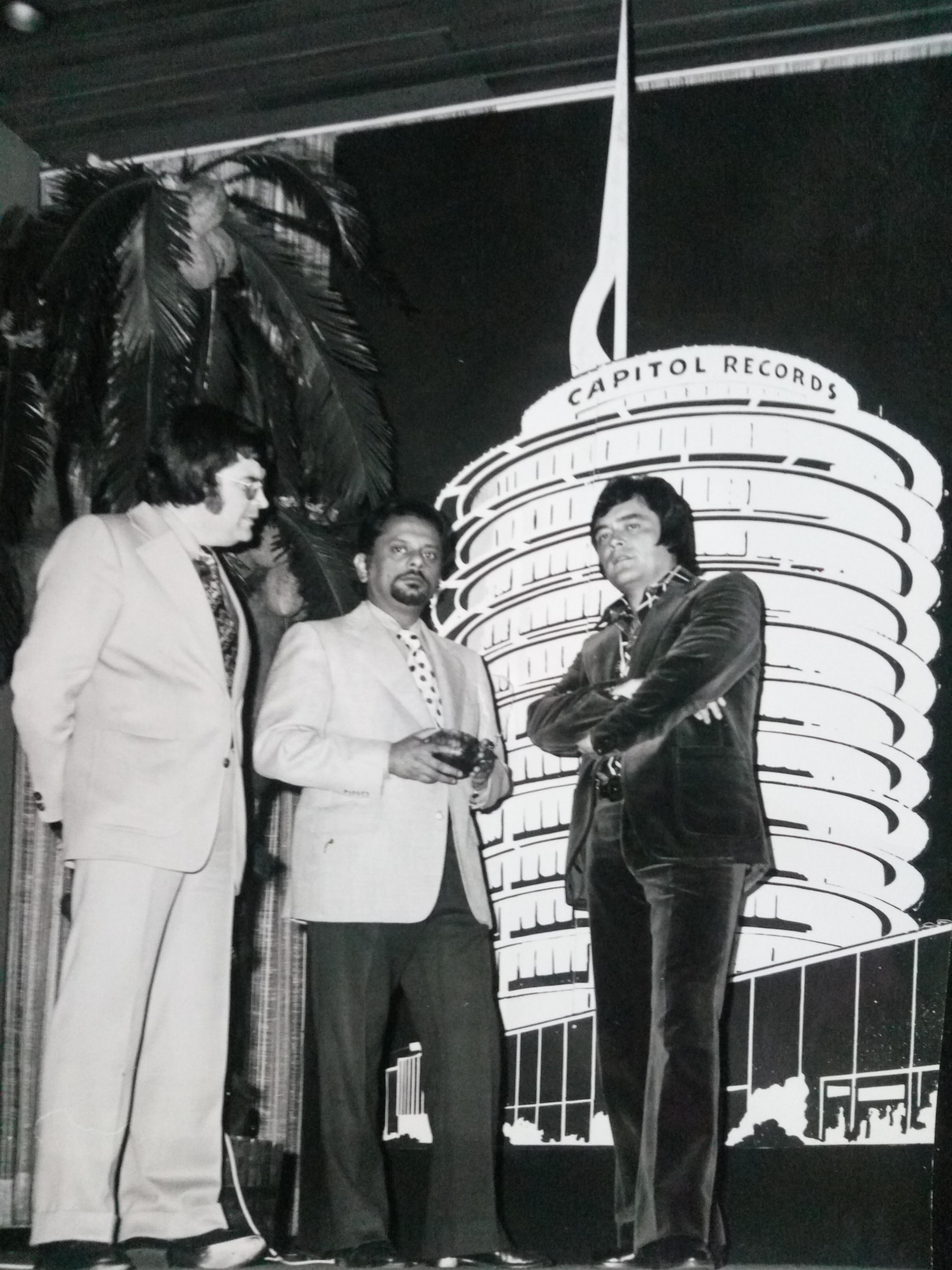
Kruize, Menon et Jersey, 1974

Lorsqu'il fait la promotion pour rencontrer un interprète pour sa chanson I'm calling au Marché international de l'édition musicale à Cannes, un disc-jockey de Radio Veronica lui recommande de l'enregistrer lui-même. Il le fait sous le pseudonyme Jack Jersey. D'abord, il pense à une version avec des instruments à cordes frottées et musiciens polonais ou russes. C'était un morceau de musique country avec une voix fragile et tendre. Il empruntait son nom à l'île Jersey.
Il n'avait pas pour but de reproduire un son comme Elvis Presley, mais les gens lui répétaient souvent qu'ils retrouvaient du Elvis dans son style et dans sa musique. De Nijs l'accepte comme un grand compliment et progressivement décide de jouer le jeu.Le single I’m Calling annoncé comme « nouveauté à fort potentiel » sur Radio Veronica fut son premier grand tube en tant que Jack Jersey.
Jusqu'en 1977, il écrit et produit quinze tubes en tant que Jack Jersey, avec des singles comme In The Still Of The Night, Papa Was A Poor Man, I Wonder (en français :Je me demande) et Blue Brown Eyed Lady.. Son LP In the still of the night a été vendu à 110.000 exemplaires.
C'est un succès soudain et imprévu. Il avait pour ambition de faire carrière comme artiste solo 10 ans en arrière, à présent, il se sent plus compositeur et producteur de musique qu'interprète.Il était toujours très nerveux avant les concerts. Pour certaines personnes c'était la preuve qu'il était un vrai artiste. Malgré tout, il limitait le nombre de concerts à quinze par an.

#### Nashville
Son LP In the still of the night (1974) a donné lieu à une invitation de Capitol Records à Nashville pour enregistrer un album en direct (en anglais : A live-recording) avec The Jordanaires. Ce groupe chantait avec Elvis Presley de 1956 à 1972. Huit jours plus tard, il était à Nashville pour enregistrer deux albums en direct : I Wonder pour le public européen et Honky Tonk Man pour le public américain. Les enregistrements en direct de ces albums n’ont duré que 13 heures, alors qu’en général pour l’enregistrement d’une chanson aux Pays- Bas cela nécessite environ 13 heures de travail. Le producteur Frank Jones avait travaillé avec des chanteurs comme Buck Owens et Jim Reeves. Les albums obtenaient 8 chansons écrites par lui-même et 4 reprises, chansons d’autres artistes,
De retour aux Pays-Bas, il retarde la sortie de son nouvel album, car son album In the still of the night est encore dans le Top 10. Par la suite I wonder arrivait à numéro 3.
Radio Veronica Jingle
Radio Veronica a été la première station de radio aux Pays-Bas à présenter des jingles.
Sur les milliers de jingles utilisés par Veronica, 100 jingles ont été sélectionnés et ils ont été sortis sur un disque 33 tours en 1977. Jack Jersey est également apparu dans un jingle sur cet album. Cette His Latest Flame a été enregistrée par lui en néerlandais: 8 januari is Elvisdag op 538 (en français : Le 8 janvier est le jour d'Elvis sur Radio 538). La compilation de cet album a été fait par Lex Harding et Adje Bouman, deux disc jockeys hollandais bien connus.

#### Tour de France
1978: Certificat signé par Frie Thijs (secrétaire) et Rini Wagtmans (présidente) au nom du comité organisateur, en signe de gratitude, car la coopération de Jack Jersey a permis de concrétiser l'arrivée du Tour de France à St. Willebrord. (Le prologue à Leiden, la 1ère étape, partie A, reliant Leiden à St. Willebrord, remportée le 30 juin 1978 par Jan Raas,.

#### Ensuite
Son plus grand tube arrive après 3 ans de silence, en 1980. Cette année-là, son single Sri Lanka... my Shangri-La est numéro 3 aux Pays-Bas, 2 en Belgique, 6 en Autriche, 8 en Suisse et 34 en Allemagne dans les classements Hit parades.
Quelques années plus tard, il obtient un autre succès étranger, en Pologne, avec son LP/album Close to you. On est en 1988 vers la fin du communisme, il vend 78.000 exemplaires.
Ses clips télévisuels étaient enregistrés dans des pays européens tels que, les Pays-Bas, la Belgique, l’Autriche ou l’Espagne, mais également au-delà de l’Europe dans des pays tels que le Tunisie, le Mexique, L’Indonésie ou le Sri Lanka.

### The Shorts

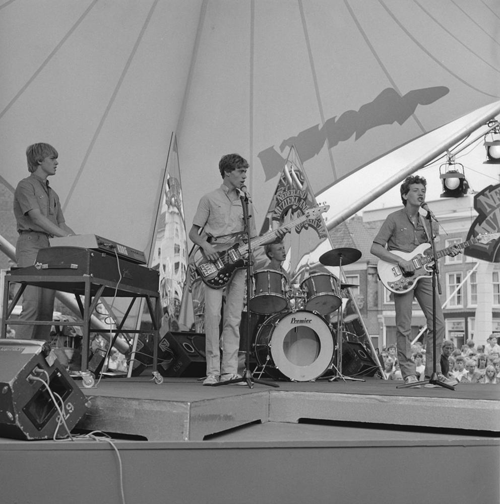
The Shorts en Nederland Muziekland, 1983.

En 1983, De Nijs cherche un label discographique pour enregistrer la chanson Comment ça va, qu’ Eddy de Heer avait écrit en anglais. Chez Polydor, il avait de bons rapports avec Harry Knipschild, qui tout de même préférait une version néerlandaise. De Nijs écrivait un nouveau texte en néerlandais sur place en une demi-heure mais elle n’est finalement pas acceptée par Polydor. Ses représentants ne sont pas enthousiastes par rapport au disque. Harry Knipschild contacte alors la concurrence, Ruud Wams, qui finalement, accepte via le label EMI de produire le single.
Les disc-jockeys ne veulent pas passer le disque à la radio. Malgré tout, la chanson est acceptée rapidement par le public et en peu de temps, le disque arrive numéro 1 dans le Classement Hit parade néerlandais. De plus, le disque arrive numéro 1 en France, Belgique, Allemagne, Autriche, Suisse et Norvège dans les Classements Hit parades. En France la disque a été vendu
plus de 1 million de fois, et dans les Pays-Bas il était le single le plus vendu en 1983. Ensuite, De Nijs produit Je suis, tu es qui à nouveau est un tube dans plusieurs pays.
Au fil des ans, Jack de Nijs et les artistes qu'il représentait ont vendu plus de vingt millions de disques.

### Santé

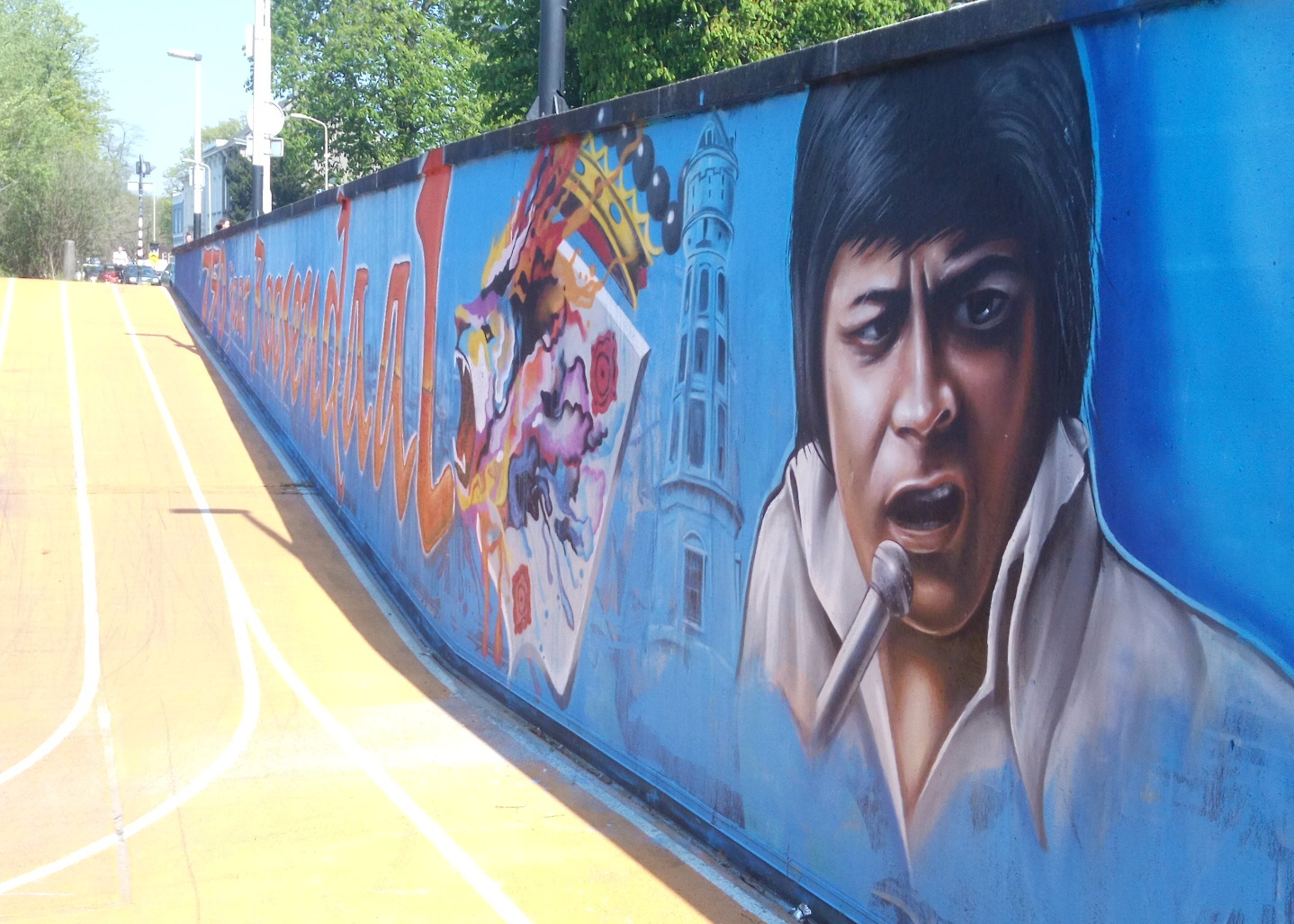
Peinture graffiti dans son ancienne résidence Roosendaal, 2018

En 1985 et à nouveau en 1986, on constate des polypes sur ses corde vocales. En 1988, il est diagnostiqué une tumeur maligne dans son orofarynx et son larynx. Il subit une intervention chirurgicale ainsi qu’un traitement à base de rayons à plusieurs reprises. Après ces traitements lourds, il vit au quotidien sous médication importante avec des analgésiques, mais il ne s’en remettra jamais totalement. En octobre 1996, il est très atteint par la maladie. Avec EMI en février 1997, il s’accorde un dernier double cd avec le titre Thanks for all the years (traduit Merci pour toutes ces années).
En début de matinée du 26 mai 1997, il meurt dans les bras de sa femme des effets de sa maladie. Il avait 55 ans.
Depuis sa mort, de nombreux artistes nationaux chantent toujours sa musique, tels que Frans Bauer et Marianne Weber avec la chanson “Wat ik zou willen” et René Schuurmans, mais aussi des artistes internationaux comme le fameux Frank Michael.

### Distinctions

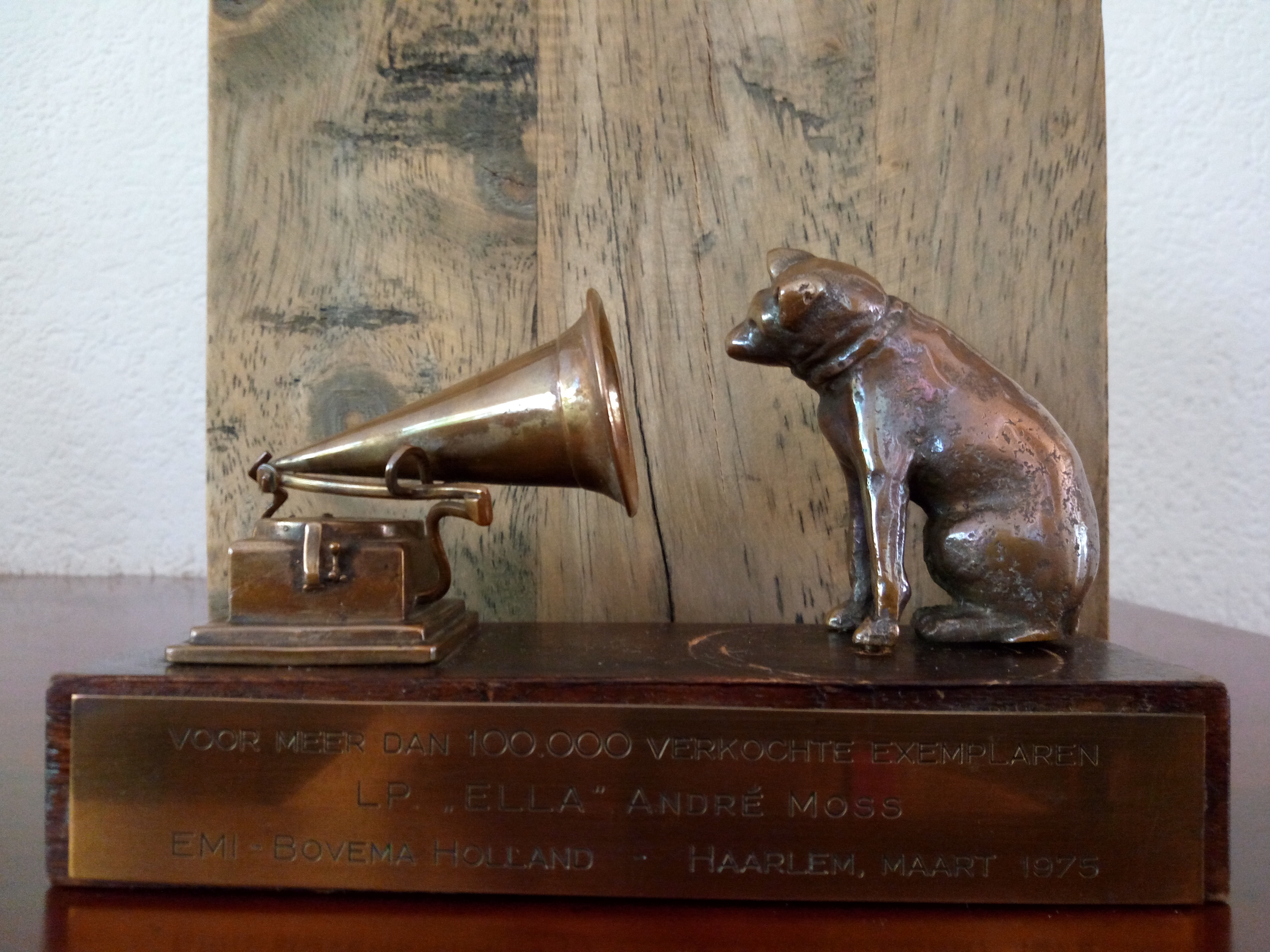
5 fois His Master's Voice (La voix de son maître)

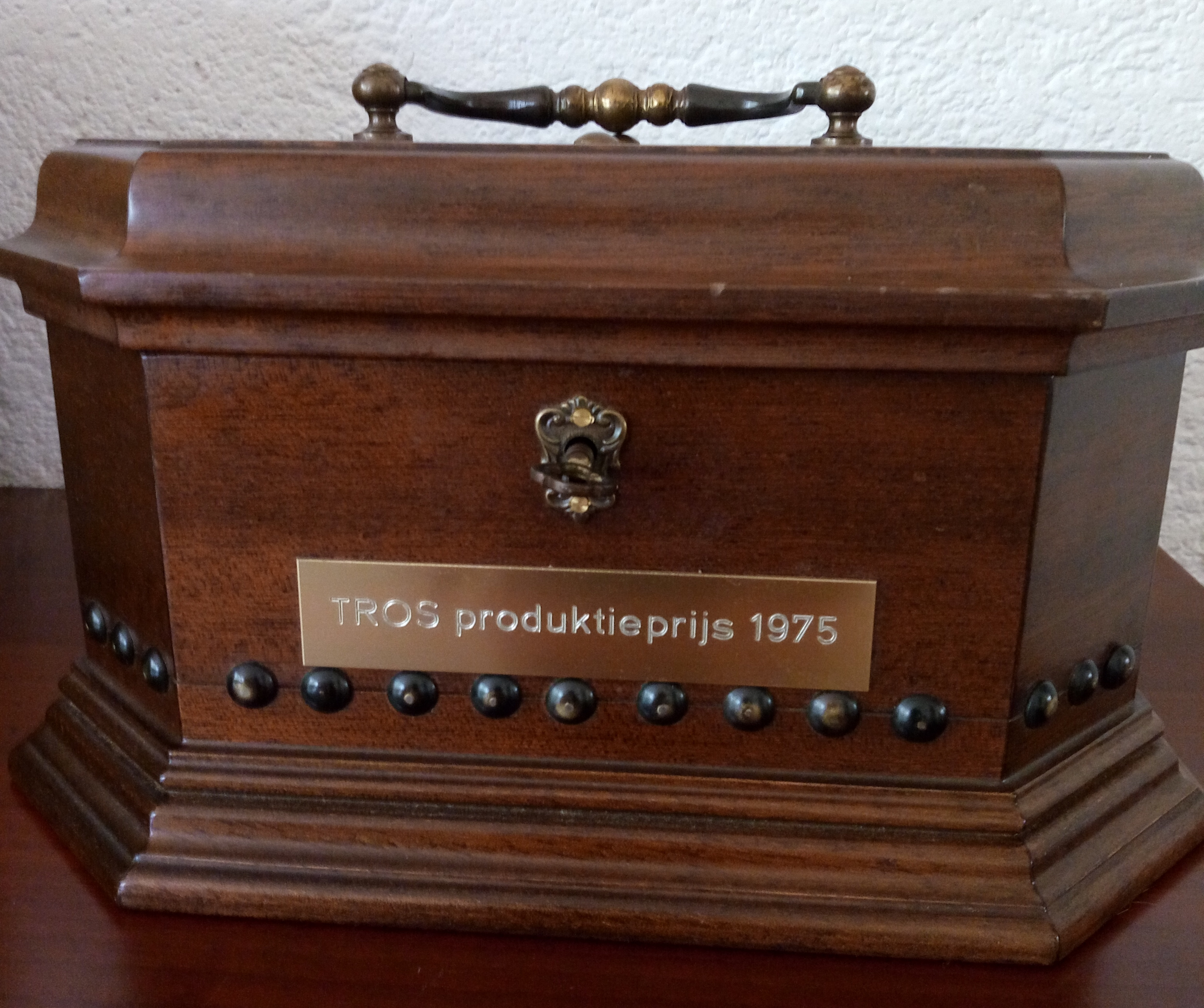
Prix de Production de TROS, 1975

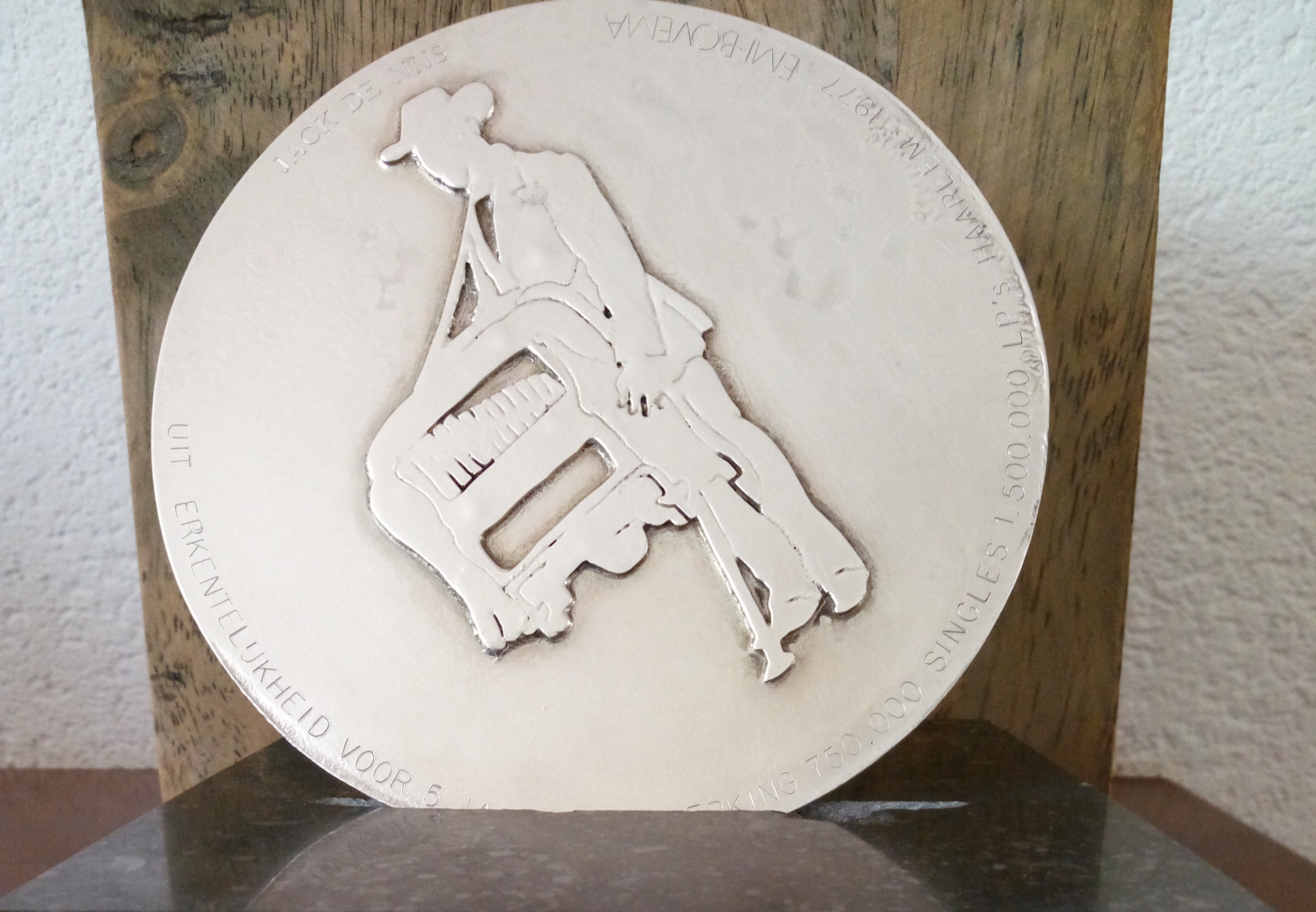
Plaquette d'Argent de Bovema, 1977

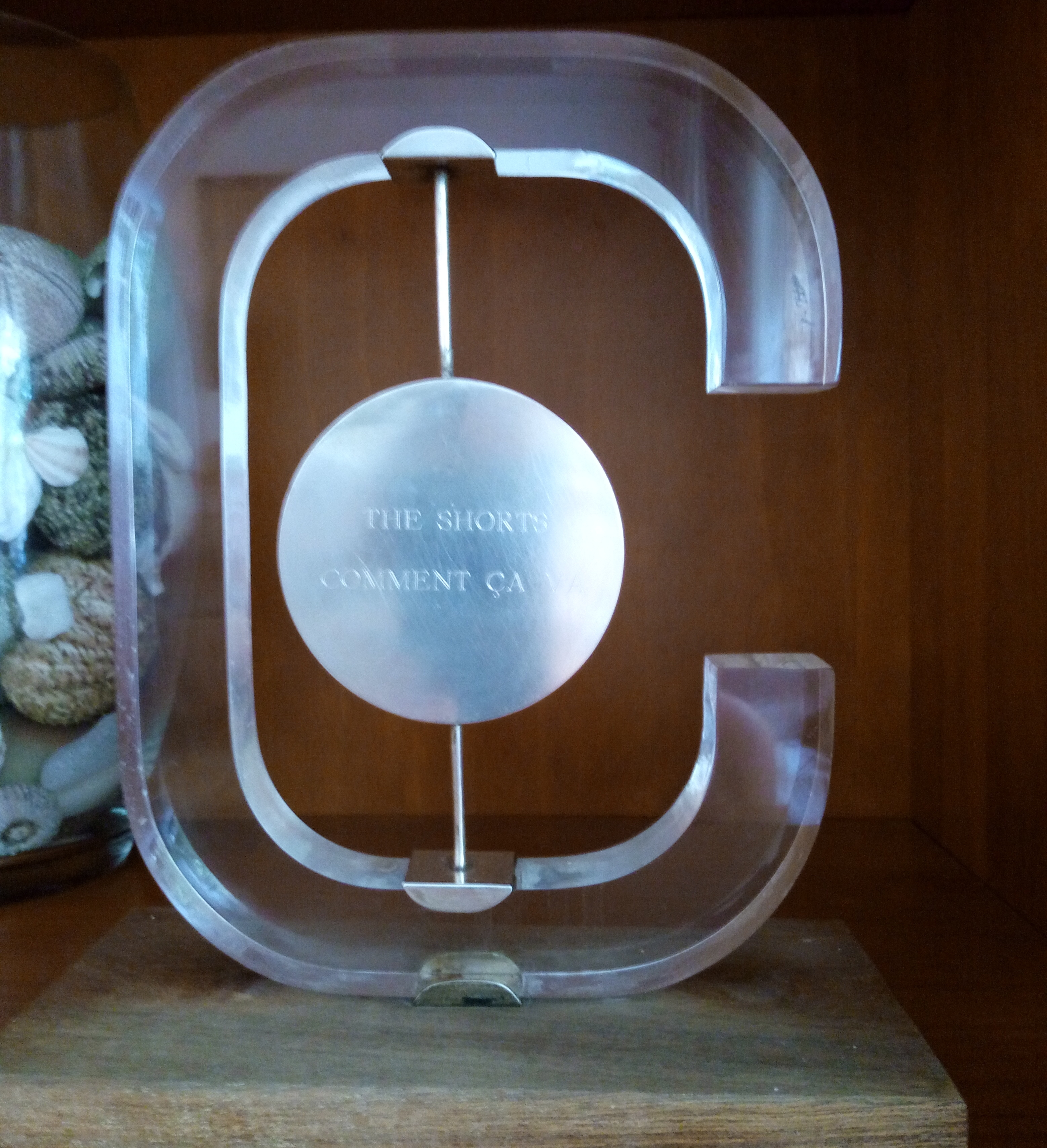
Prix d'Exportation de Conamus, 1983

Jack de Nijs recevait beaucoup des distinctions pour ses travaux comme chanteur, compositeur et producteur, y compris les certifications officielles 16 disques platines, 30 disques d'or et 5 His Master's Voice (La voix de son maître).
Il a reçu plusieurs autres distinctions :
- 1972: Stylo à bille d'or de Conamus.
- 1974: Lion d'or, BRT Belgique, pour l'artiste avec l’enregistrement le plus populaire de Benelux.
- 1974: Prix de Production de TROS.
- 1974: His Master's Voice (La voix de son maître) Gramophone de Porcelaine de Bovema.
- 1976: Prix de l'Artiste le plus Populaire des Pays-Bas, avec André van Duin.
- 1977: Plaquette d'Argent de Bovema pour les ventes de plus de 750.000 singles et 1.500.000 d'albums. Ce prix spécial n'avait jamais été attribué à qui que ce soit auparavant.

- 1980: NVPI-certificat de la Fédération internationale de l'industrie phonographique.
- 1982: Citoyen d'honneur du bourgmestre de Llançà, Espagne[18].Jack Jersey, Missatger de Llançà, 1982

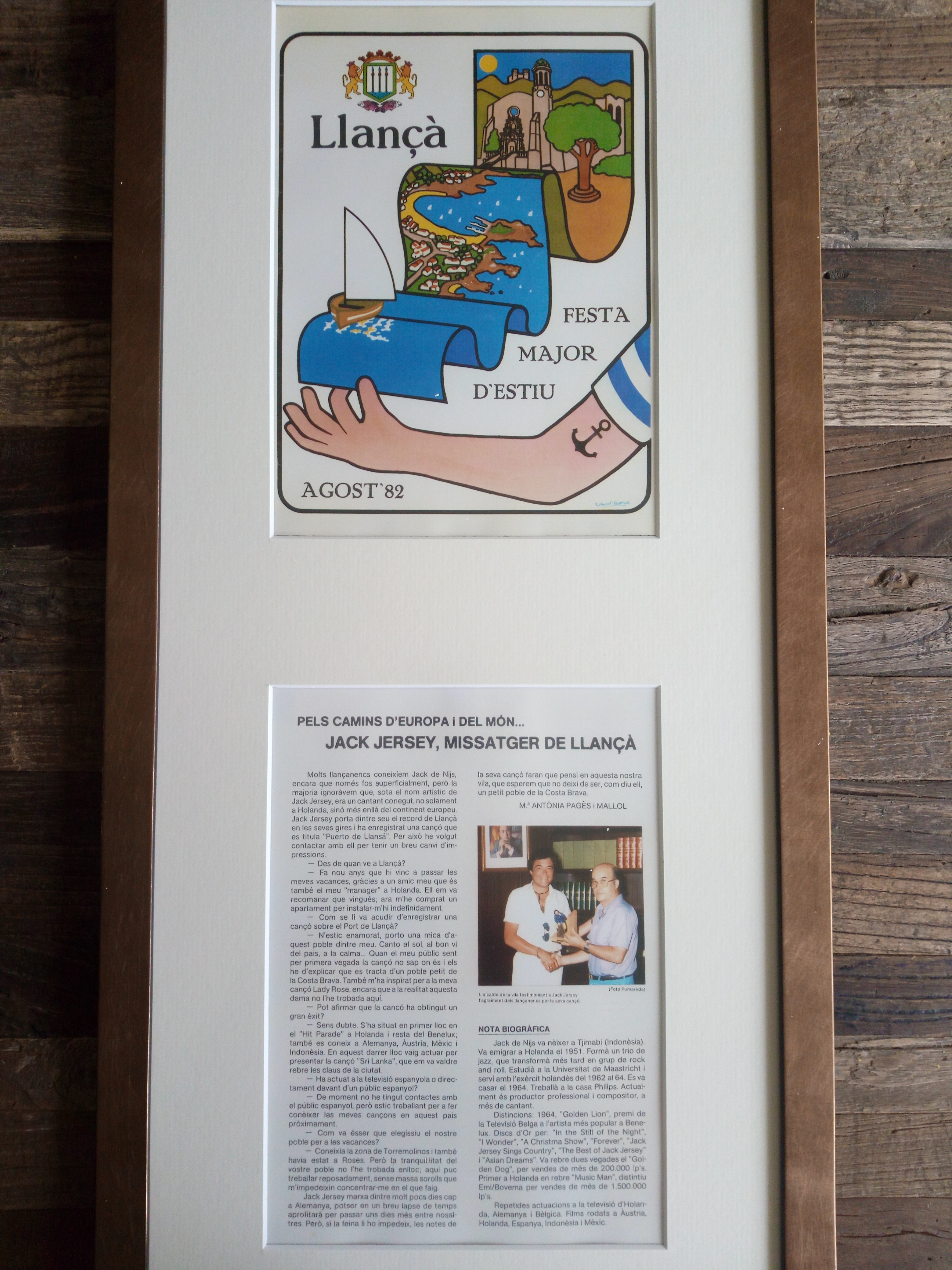
Jack Jersey, Missatger de Llançà, 1982

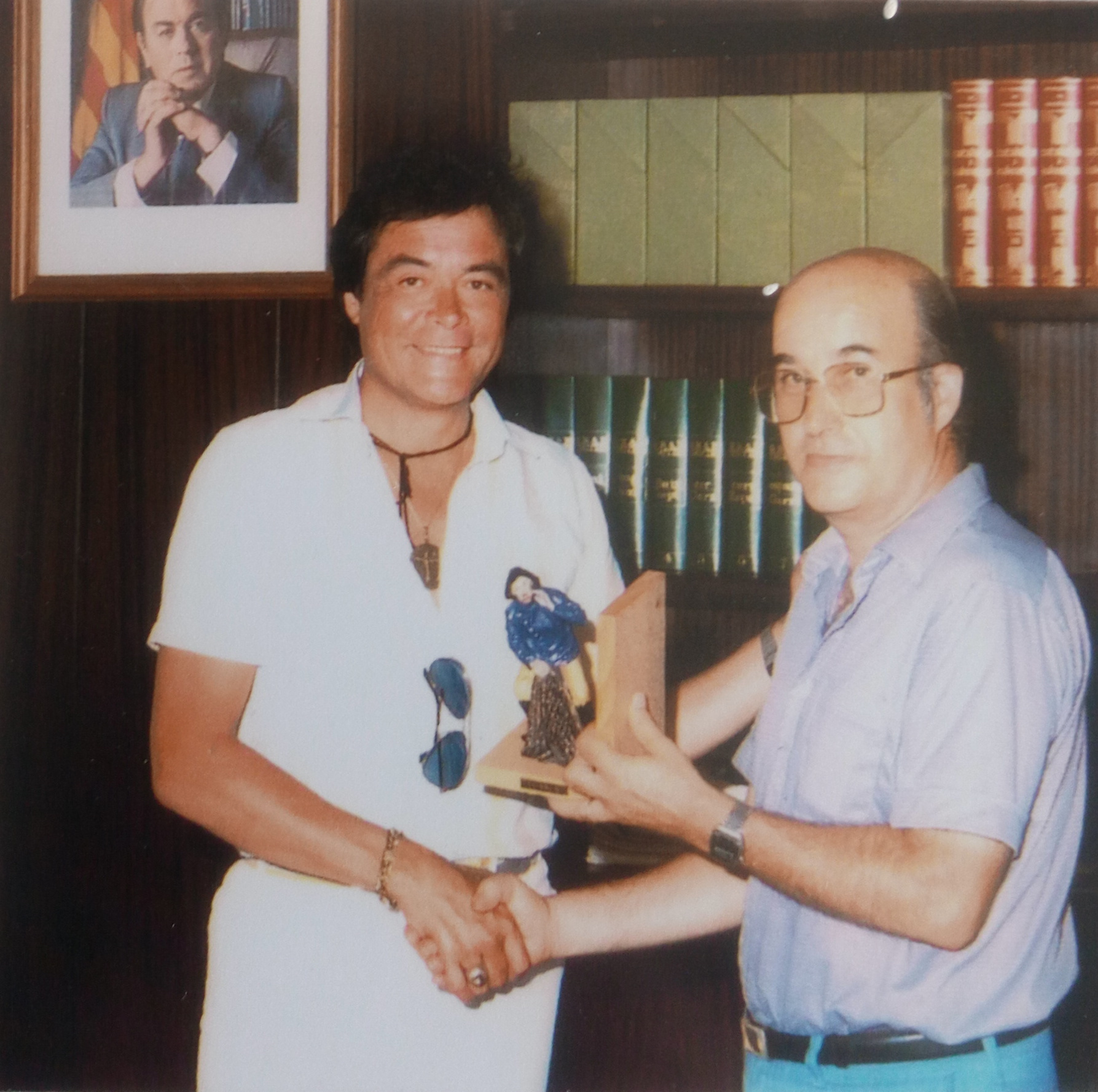
Jack Jersey et le maire de Llançà, 1982

- 1983: Prix d'Exportation de Conamus pour son travail à Comment ça va des The Shorts.

#### (Hommage) posthume
Au début de 2007, EMI a publié sa collection “Asian Dreams and Greatest Hits”, en français : “De rêves asiatiques et de grands succès”. En plus de deux CD, il comprend un DVD contenant, entre autres, le rapport de voyage musical qu’il a fait pour la télévision néerlandais AVRO en 1977 de son pays natal, l‘Indonésie, dirigé par Theo Ordeman. En outre, il existe des clips télévisés à partir de programmes historiques tels que TopPop (Les Pays-Bas) et Musikladen (l'Allemagne).
Le 24 mai 2009, il y avait un Jack Jersey Festival au centre de son ancien lieu de résidence Roosendaal.
En 2017, il est une des icônes de Roosendaal dans le Musée Tongerlohuys.
Le 10 mars 2018, à l'occasion de la célébration des 750 ans de Roosendaal, sous la devise : l'adn de Roosendaal, 15 graffeurs professionnels de tous les Pays-Bas ont réalisé aussi un portrait de Jack Jersey.
En septembre 2023, la chanson Rub It In de Jack Jersey and The Jordanaires apparaîtra dans la populaire série télévisée Sex Education (saison 4 épisode 5) qui sera diffusée par Netflix,,,

## Discographie

### Producteur et auteur-compositeur pour autres artistes
Albums
| Année | artiste           | titre            | support        | honoraire        | participation                       |
| ----- | ----------------- | ---------------- | -------------- | ---------------- | ----------------------------------- |
| 1974  | Jan Boezeroen     | Oei, oei         | LP             | or               | producteur et auteur-compositeur    |
| 1974  | André Moss        | Ella             | LP             | or et 3x platine | producteur et auteur-compositeur    |
| 1974  | André Moss        | Ella             | cassette       | or               | producteur et auteur-compositeur    |
| 1974  | André Moss        | Rosita           | LP             | 2x or et platine | producteur et auteur-compositeur    |
| 1974  | André Moss        | Rosita           | cassette       | or               | producteur et auteur-compositeur    |
| 1974  | artistes diverses | Op losse groeven | LP             | or               | producteur et co-auteur-compositeur |
| 1975  | André Moss        | My Spanish rose  | LP et cassette | or               | producteur et auteur-compositeur    |

Singles
| Année | artiste           | titre             | honoraire      | participation                       |
| ----- | ----------------- | ----------------- | -------------- | ----------------------------------- |
| 1969  | Leo den Hop       | Antoinette        | or (NL)        | producteur et auteur-compositeur    |
| 1969  | Ray Miller        | Antoinette        | platine (D)    | auteur-compositeur                  |
| 1970  | Ray Miller        | Sophia Loren      | or (D)         | auteur-compositeur                  |
| 1970  | Tony Bass         | Gina Lollobrigida | platine (NL)   | producteur et auteur-compositeur    |
| 1970  | Ray Miller        | Gina Lollobrigida | platine+or (D) | compositeur                         |
| 1970  | Sjakie Schram     | Zuster, oh zuster | or (NL)        | auteur-compositeur                  |
| 1970  | Jan Boezeroen     | De fles           | platine (NL)   | producteur et co-auteur-compositeur |
| 1971  | Cock van der Palm | Mira              | platine        | producteur et auteur-compositeur    |
| 1971  | Jan Boezeroen     | Oei, oei          | platine (NL)   | producteur et auteur-compositeur    |
| 1973  | Nick MacKenzie    | One is one        | platine (NL)   | producteur et co-auteur-compositeur |
| 1973  | Nick MacKenzie    | Juanita           | or (NL)        | producteur et co-auteur-compositeur |
| 1973  | Nick MacKenzie    | Juanita           | or (D)         | producteur et co-auteur-compositeur |
| 1974  | Nick MacKenzie    | Peaches on a tree | or (NL)        | producteur et co-auteur-compositeur |
| 1983  | The Shorts        | Comment ça va     | platine (NL)   | producteur et auteur                |
| 1983  | The Shorts        | Comment ça va     | platine (F)    | producteur                          |
| 1983  | The Shorts        | Je suis, tu es    | or (NL)        | producteur                          |

### Artiste solo
Albums
La présentation est du Nederlandse Top 40 (plus tard Top 75) de Radio Veronica.
| Année | album                          | Top 40           | notes                                               |
| ----- | ------------------------------ | ---------------- | --------------------------------------------------- |
| 1968  | Jack de Nijs zingt Sofia Loren | -                | comme Jack de Nijs                                  |
| 1974  | In the still of the night      | 3 (29 semaines)  | LP de platine et cassette de platine                |
| 1975  | I wonder                       | 7 (13 semaines)  | avec The Jordanaires 2 LPs d'or et 2 cassettes d'or |
| 1975  | A Christmas show               | 31 (3 semaines)  | 2 LPs d'or                                          |
| 1976  | Jack Jersey sings country      | 15 (12 semaines) | 2 LPs d'or                                          |
| 1976  | The best of Jack Jersey        | 2 (19 semaines)  | LP de platine                                       |
| 1977  | Forever                        | 22 (10 semaines) | LP d'or                                             |
| 1977  | Asian dreams                   | 5 (20 semaines)  | 2 LPs d'or                                          |
| 1978  | Mexico bienvenido              | 17 (10 semaines) | LP d'or                                             |
| 1979  | The King and I                 | 25 (12 semaines) |                                                     |
| 1979  | Accept my love                 | 37 (2 semaines)  |                                                     |
| 1980  | Sri Lanka... my Shangri-La     | 38 (8 semaines)  | LP de platine                                       |
| 1981  | Jack Jersey show               | 28 (8 semaines)  | album avec Lisa MacKeag et Maurice de la Croix      |
| 1982  | Dreamer                        | 28 (9 semaines)  |                                                     |
| 1988  | Close to you                   | 35 (9 semaines)  | LP d'or plus de 78.000 vendu en Pologne             |
| 1997  | Thanks for all the years       | -                | 2 CDs                                               |
| 2007  | Asian dreams and greatest hits | 51 (5 semaines)  | DVD et 2 CDs, or                                    |

Singles
En Pays-Bas il y a deux classements musicales (Nederlandse Top 40 et Hitparade) et en Belgique c'est la liste Flamande (BRT).
| Année | single                                         | Top 40          | Hitparade       | BRT 30           | notes |
| ----- | ---------------------------------------------- | --------------- | --------------- | ---------------- | --- |
| 1970  | Sofia Loren                                    | 23 (3 semaines) | 21 (2 semaines) | -                | comme Jack de Nijs |
| 1970  | Al ben ik mister Mundy niet                    | tip             | -               | -                | comme Jack de Nijs |
| 1971  | Oh daar heb je ze weer                         | 36 (4 semaines) | -               | -                | comme Jack de Nijs |
| 1971  | Blame it on the summersun                      | 35 (2 semaines) | -               | -                | como Ruby Nash |
| 1972  | Ay, ay, waar blijft Maria                      | 25 (4 semaines) | 28 (1 semaine)  | -                | comme Jack de Nijs |
| 1972  | Helena                                         | 28 (3 semaines) | -               | -                | comme Jack de Nijs |
| 1972  | Marian                                         | tip             | -               | -                | comme Jack de Nijs Sextet |
| 1973  | Hee dans met mij                               | tip             | -               | -                | comme Jack de Nijs Sextet |
| 1973  | I'm calling                                    | 13 (7 semaines) | 12 (5 semaines) | 10 (10 semaines) | |
| 1973  | Don't break this heart                         | 17 (6 semaines) | 18 (4 semaines) | 4 (6 semaines)   | |
| 1974  | In the still of the night                      | 6 (11 semaines) | 5 (11 semaines) | 2 (15 semaines)  | single d'or dans les Pays-Bas et Belgique 21 (6 semaines) au numero 726 du Evergreen Top 1000 de NPO Radio 5 (Pays-Bas) 2017. |
| 1974  | Papa was a poor man                            | 5 (11 semaines) | 5 (13 semaines) | 3 (12 semaines)  | single d'or |
| 1974  | Rub it in\|Rub-it in                           | 14 (6 semaines) | 13 (5 semaines) | 8 (6 semaines)   | avec The Jordanaires |
| 1975  | I wonder                                       | 11 (7 semaines) | 11 (5 semaines) | 6 (11 semaines)  | avec The Jordanaires |
| 1975  | Mary Lee                                       | 38 (3 semaines) | 28 (2 semaines) | 18 (4 semaines)  | avec The Jordanaires |
| 1975  | Silvery moon                                   | 22 (3 semaines) | 22 (4 semaines) | 16 (5 semaines)  | |
| 1975  | Gone girl                                      | 11 (7 semaines) | 12 (5 semaines) | 7 (8 semaines)   | |
| 1976  | Me and Bobby McGee                             | 22 (5 semaines) | 17 (4 semaines) | 16 (5 semaines)  | |
| 1976  | After sweet memories                           | 17 (7 semaines) | 16 (4 semaines) | 16 (3 semaines)  | |
| 1976  | Blue brown-eyed lady                           | 6 (11 semaines) | 6 (8 semaines)  | 4 (11 semaines)  | single d'or |
| 1976  | Lonely Christmas                               | -               | -               | 18 (3 semaines)  | |
| 1977  | Lonely me                                      | 21 (6 semaines) | 24 (3 semaines) | 22 (4 semaines)  | |
| 1977  | On this night a thousand stars                 | tip             | tip             | 25 (3 semaines)  | |
| 1977  | Forever                                        | tip             | tip             | -                | |
| 1977  | She was dynamite                               | 18 (6 semaines) | 22 (4 semaines) | 11 (7 semaines)  | |
| 1977  | Asian dreams                                   | -               | -               | 29 (1 semaine)   | |
| 1980  | Sri Lanka... my Shangri-La                     | 4 (10 semaines) | 3 (12 semaines) | 2 (11 semaines)  | single de platine 34 (5 semaines) 6 (12 semaines) 8 (6 semaines)                                                              |
| 1980  | Woman                                          | 28 (4 semaines) | 39 (4 semaines) | 21 (1 semaine)   | |
| 1981  | Shanah                                         | 26 (5 semaines) | 27 (7 semaines) | -                | |
| 1981  | Lonely street                                  | tip             | -               | -                | |
| 1982  | Puerto de Llansa (Lady Rose)                   | 26 (5 semaines) | 35 (5 semaines) | -                | |
| 1982  | Papa was a poor man (live)                     | tip             | -               | -                | live en Indonésie |
| 1985  | All I do is dream                              | tip             | tip             | -                | |
| 1988  | Lady                                           | tip             | 59 (9 semaines) | -                | |
| 1988  | Happy Xmas (War is over) / Gelukkig Kerstfeest | -               | 15 (5 semaines) | -                | Artistes pour la Maison de Ronald McDonald                                                                                    |
| 1989  | Hurry home                                     | -               | 76 (6 semaines) | -                | |
| 1990  | Here comes summer                              | -               | 63 (7 semaines) | -                | |
| 1991  | Blame it on the summersun                      | -               | 65 (5 semaines) | -                | |

## Galerie

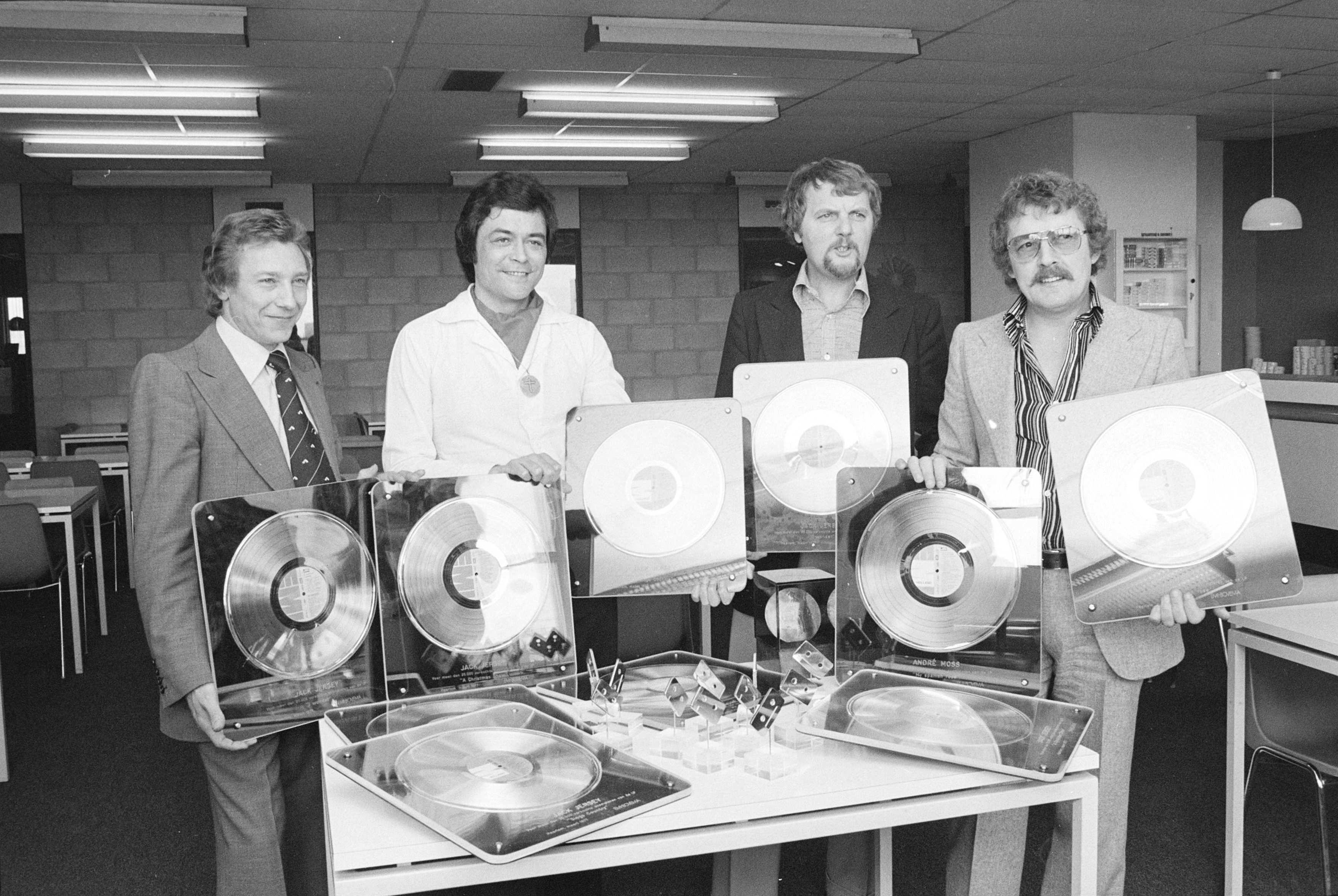
Personne inconnue, Jack de Nijs, Cees den Daas et André Moss
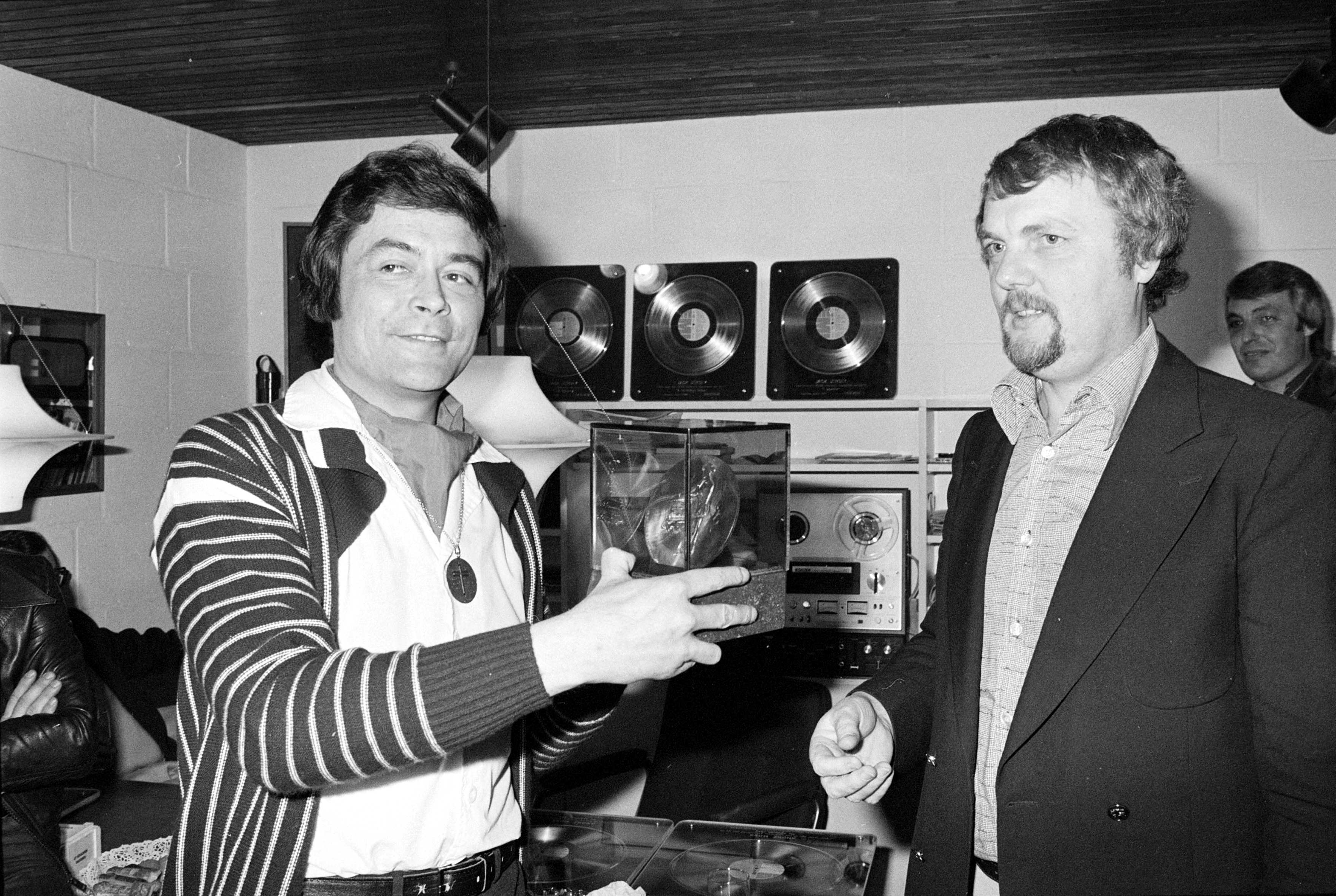
Jack de Nijs et Cees den Daas